# Pachytella
Pachytella – rodzaj chrząszczy z rodziny kózkowatych i podrodziny zmorsznikowych.
Takson ten opisany został w 1969 roku przez Leopolda Heyrovskiego jako monotypowy, zawierający tylko gatunek typowy. W 2011 roku Michaił Danilewski opisał drugi gatunek z tego rodzaju.
Rodzaj palearktyczny. Oba gatunki występują endemicznie w Mongolii i podawane były z ajmaków: kobdoskiego, gobijsko-ałtajskiego, dzawchańskiego i bajanolgijskiego.
Gatunki:
- Pachytella churkini Danilevsky, 2011
- Pachytella mongolica Heyrovský, 1969